# Margit Randver
Margit Randver (ur. 20 czerwca 1974) – estońska lekkoatletka, skoczkini o tyczce.
Pięciokrotna mistrzyni Estonii (hala – 2002; stadion – 1997, 1999, 2001 i 2002).
Reprezentantka kraju w zawodach pucharu Europy oraz meczach międzypaństwowych.